# Mars, Incorporated
Mars, Incorporated es un fabricante mundial de alimentos, alimento para mascotas y otros productos alimenticios que con 30 mil millones de dólares de ingresos anuales en 2012 está catalogada como la sexta mayor compañía de capital privado en Estados Unidos, según Forbes. Su sede central se encuentra en McLean, Virginia, Estados Unidos, siendo la compañía propiedad totalmente de la familia Mars. 
Entre sus marcas más famosas se encuentran M&M's, Skittles, Mars bar, Milky Way, Twix, Bounty y Snickers. También es fabricante de alimentos para mascotas como Royal Canin, Eukanuba, Whiskas, Chappi y Pedigree.

## Histórico

### Primeros años difíciles
La historia de Mars comienza en 1911 en Tacoma, Washington, cuando Frank y Ethel Mars fundan una pequeña empresa de confitería especializada en productos a base de mantequilla de cacahuete.
Esta empresa quiebra, pero unos años después, en 1920, Frank Mars crea una nueva compañía de confitería llamada Mar-O-Bar Co en Minneapolis.